# 기오로 할라
기오로 할라(만주어: ᡤᡳᠣᡵᠣ
ᡥᠠᠯᠠ Gioro Hala, 만주어: ᡤᡳᠶᠣᡵᠣ
ᡥᠠᠯᠠ Giyoro Hala, 한국 한자: 覺羅氏 각라씨)는 만주족과 허저족 그리고 시버족의 씨족으로 금대의 협곡씨(夹谷氏, 여진어: /gia-gu/), 명대의 협온씨(夾溫氏)로 여겨진다.

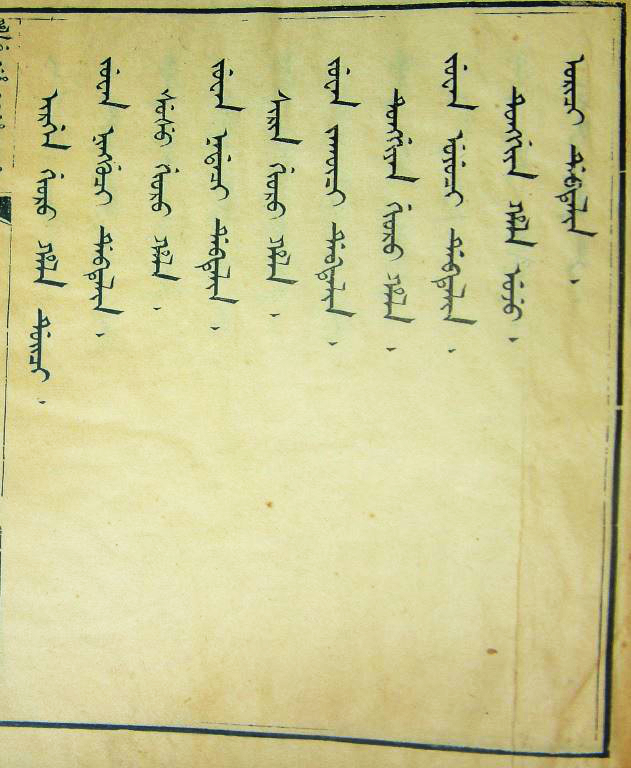
《팔기만주씨족통보(八旗满洲氏族通谱, Jakūn Gūsai Manjusai Mukūn Hala be Uheri Ejehe Bithe）》 33쪽

16세기에 이르러 하라의 인구가 증가하면서 분화가 진행되었고, 하나의 하라가 나뉘어서 따로 거주하는 두 개 이상의 동성 씨족 집단이 생겨나기 시작했는데, 이를 무쿤(穆昆, Mukūn)이라고 한다. 교로 하라는 이르건 교로(Irgen Gioro, 伊爾根覺羅)·슈슈 교로(Šušu Gioro, 舒舒覺羅)·아얀 교로(Ayan Gioro, 阿顔覺羅)·후러 교로(Hule Gioro, 呼倫覺羅)·갸무후 교로(Giyamuhu Gioro, 嘉穆瑚覺羅)·후룬 교로(Hūlun Gioro, 呼伦覺羅)·통얀 교로(Tongyan Gioro, 通颜覺羅)·아하 교로(Aha Gioro, 阿哈覺羅)·차라 교로(Cala Gioro, 察喇覺羅)·시린 교로(Sirin Gioro, 西林覺羅)·슈샨 교로(Šušan Gioro, 舒善覺羅) 그리고 아이신 교로(Aisin Gioro, 愛新覺羅) 등으로 분화되었다.
신해혁명으로 무능하고, 부패가 절정인 봉건전제의 청 제국이 와해되었지만, 진정한 공화정치가 실현되지 못하고 군벌의 통치가 뒤를 이었으며 민족 차별 정책이 수반되었다. 전국 각지의 주방팔기(駐防八旗)들은 예를 들어 서안·남경·항주·형주 등지에서 무고한 만주족 관병을 살해하는 사건이 도처에서 일어났다. 이에 따라 만주족 사람들은 어쩔 수 없이 한족(漢族)의 성씨로 바꾸는 것이 적지 않았다. 만주족이 많은 북경지역에서는 소수의 달관 · 현귀이기 때문에 족속과 성씨를 바꿀 방법이 없는 사람 이외에 일반적으로 만주인들은 족속과 성씨를 바꾸는 숫자가 적지 않았으며, 그렇지 않는다면 입에 풀질하고 살 방도조차 찾을 수도 없을 뿐만 아니라, 이미 가지고 있던 직장이나 일자리도 잃어버릴 수 밖에 없었다. 따라서 중화민국이 건립되자 대부분의 교로씨들은 한성(漢姓) 조(趙)씨로 가장했다.

## 기원
먼터무는 《조선실록》에 '동맹가첩목아(童猛哥帖木兒)' 혹은 '협온맹가첩목아(夾溫猛哥帖木兒)'라고 기록되어 있고, 《용비어천가》에는 한자와 한글로 ‘夾溫猛哥帖木兒 갸온멍거터물’이라고 기록되어 있다. 갸온(夾溫)은 여진인 고유의 성(姓)이고, 동(童)은 중국의 영향으로 인해 만들어진 중국식 성으로 생각된다.
갸온(夾溫)이라는 성의 기원은 12세기 금대의 한문문헌에서 보이는 ‘갸구(夾谷, Gia-gu)’로 소급된다. 조선에서 먼터무의 성을 ‘협온(夾溫)’과 ‘동(童)’ 이중으로 적었듯이, 금대에도 ‘협곡(夾谷)’과 동(同)과 그 고자(古字) ‘동(仝)’이 같은 성으로 혼용되어 쓰였다. 이후 ‘갸구’ 혹은 ‘갸온’이 변화하여 명대 여진족과 청대 만주족의 성 가운데 흔히 보이는 교로(Gioro)가 된 것으로 추정된다.
정천정(郑天挺)은《애신각라득성계의(爱新觉罗得姓稽疑)》에서 건륭 연간 《금사》에는 여진 인명과 여진어를 만주 문자 혹은 한자로 주석을 달았는데, 《팔기만주씨족통보(八旗满洲氏族通谱, 만주어: ᠵᠠᡴᡡᠨ
ᡤᡡᠰᠠᡳ
ᠮᠠᠨᠵᡠᠰᠠᡳ
ᠮᡠᡴᡡᠨ
ᡥᠠᠯᠠ
ᠪᡝ
ᡠᡥᡝᡵᡳ
ᡝᠵᡝᡥᡝ
ᠪᡳᡨᡥᡝJakūn Gūsai Manjusai Mukūn Hala be Uheri Ejehe Bithe）》에 협곡씨(夹谷氏)만 주석이 달지 않았고, 건륭 연간《금사》의 협곡의 표음(標音)은 객이고(喀爾庫)라 표기한 것을 한어발음의 각도에서 추론하여 이 두 개 단어가 무관함을 밝혔으며, 따라서 건륭제가 《금국어해(金國語解)》를 정할 때, 만주 울라에 거주했던 카르쿠씨(喀爾庫氏, 만주어: ᡴᠠᡵᡴᡠ᠋
ᡥᠠᠯᠠKarku Hala)를 협곡씨라고 하여 스스로 숨긴 것으로 의심했다.
호증익(胡增益)은 소위 종망한인들은 송 황제의 종실 및 그를 끝까지 모셨던 대신 그룹의 후예임을 잊지 않기 위해 자기들의 성에는 종족이라는 뜻이 있는 할아인 교로(覺羅, Gioro) 뒤에 송의 황성인 조(趙) 덧붙여서 자신들의 정체성을 잊지 않기 위해 새로운 씨족을 만들면서 조(趙)의 반절을 쪼개서 교로(覺羅, Gioro)로 고쳤던 것인데 이를 환원하면 바로 조씨(趙氏)가 된다. 《강희자전(康熙字典)》에 조(趙)자의 반절은 《광운(廣韻)》에서는 치소절(治小切), 《집운(集韻)》·《운회(韻會)》·《정운(正韻)》에서는 직소절(直紹切)이요, 발음은 모두 조(肇)라고 하였다. 다시 말하면 조자의 반절은 治나 直은 초음이 zh, 종성은 ao이니 현대 중국어로는 zhao가 된다. 이 발음은 자신들을 감시하는 여진족들이 알아 듣지 못하도록 jiao lao로 발음하였다는 이론으로 아이신 교로 일족이 송 휘종의 후예라고 추측했다.
금계종은 《연대여진진사제명비》에 등장하는 교로호속로개(交魯胡速魯改, 여진어: Gia-ru xu-sur-gai), 부방(附旁)에 "교로홀통길(交魯忽通吉, 여진어: Gia-ru hutong-gi)'라는 여진인명에서 갸루(交魯, Gia-ru)를 성씨로 간주하고, 이가 바로 후에 교로(觉罗, Gioro)씨로 변화했다고 주장했다. 그런데, 금대의 《여진성씨보》에 교로(交魯)라는 성씨기 기재되어 있지않다.

### 주해
1. ↑  천제셴 (2015). 《누르하치》. 돌베게. 40쪽. ISBN 9788971996461., 도독 푸만과 그 아버지 시버오치피양구의 존재는 모두 누르하치가 위조한 것이 틀림없으며, 누르하치는 자신의 출신이 건주좌위 수령의 가문임을 나타내기 위해 먼터무의 족보에 자신의 가문을 끼워넣었다는 설이 있기에 협온씨와 교로씨의 연속성은 여전히 불명이다.

### 출전
1. ↑  赵翼; 姚元之 (1997). 《簷曝杂记 竹叶亭杂记》. 中华书局. 76쪽. ISBN 9787101017489.
2. ↑  《夾谷氏考略》 "협고(夾古, 夹谷) 그리고 가고(加古)는 모두 중국어로 읽으면 'jiagu'가 된다. 따라서 이는 여진족의 갸구(Gia-gu)씨를 한자로 음차하면서 약간의 다른 표기가 생겼을 뿐 결국은 같은 성씨로 보인다."
3. ↑  이훈 (2018). 《만주족 이야기》. 너머북스. 41쪽. ISBN 9788994606514.
4. ↑  이훈. 《만주족 이야기》. 너머북스. 207쪽. ISBN 9788994606514.
5. ↑  이훈 (2018). 《만주족 이야기》. 너머북스. 207쪽. ISBN 9788994606514.
6. ↑  赵力 (2012). 《满族姓氏寻根词典》. 辽宁民族出版社. ISBN 9787549702862.
7. ↑  金啓孮,《滿族歷史與文化簡編》, 327쪽
8. ↑  金光平; 金启孮; 乌拉熙春 (1996). 《爱新觉罗氏三代满学论集》. 远方出版社. 208쪽. ISBN 9787805951485.
9. ↑  이훈 (2018). 《만주족 이야기》. 너머북스. 41쪽. ISBN 9788994606514.
10. ↑  郑天挺, 《探微集》,中华书局, 1980, 44~46쪽
11. ↑  胡增益, 《新滿漢大詞典》, 新疆人民出版社出版, 1994, 338쪽
12. ↑  金光平; 金启孮; 乌拉熙春 (1996). 《爱新觉罗氏三代满学论集》. 远方出版社. 210쪽. ISBN 9787805951485.